# Frequência ultrabaixa
Frequência ultrabaixa (em inglês:  Ultra low frequency - ULF) é a designação da União Internacional de Telecomunicações para a faixa de frequência de ondas eletromagnéticas entre 300 hertz e 3 quilohertz, correspondendo a comprimentos de onda entre 1.000 a 100 km. Na ciência da magnetosfera e na sismologia, geralmente são dadas definições alternativas, incluindo faixas de 1 MHz a 100Hz, 1 mHz a 1 Hz e 10 MHz a 10 Hz.
Muitos tipos de ondas na banda de frequência ULF podem ser observadas na magnetosfera e no solo. Essas ondas representam processos físicos importantes no ambiente de plasma próximo à Terra. A velocidade das ondas ULF é frequentemente associada à velocidade de Alfvén, que depende do campo magnético ambiente e da densidade de massa do plasma. Esta banda é utilizada para comunicações em minas, pois pode penetrar na terra.